# Eutoxeres
Eutoxeres Reichenbach, 1849 è un genere di uccelli della famiglia Trochilidae noti come falcetti.

## Distribuzione e habitat
I falcetti abitano il sottobosco delle foreste umide e delle foreste di montagna. Entrambe le specie vivono nella costa pacifica del Sudamerica settentrionale, mentre il falcetto codabianca è presente anche negli stati centroamericani di Costa Rica e Panama.

## Tassonomia
Il genere comprende le seguenti specie:
- Eutoxeres aquila (Bourcier, 1847) - falcetto codabianca
- Eutoxeres condamini (Bourcier, 1851) - falcetto codacamoscio